# Phyllachora meliosmae
Phyllachora meliosmae är en svampart som beskrevs av Racib. 1915. Phyllachora meliosmae ingår i släktet Phyllachora och familjen Phyllachoraceae.   Inga underarter finns listade i Catalogue of Life.